# كتاب مصور

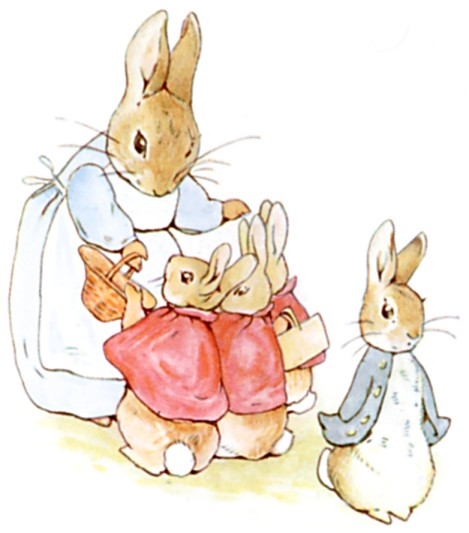
الأرنب بيتر وعائلته من كتاب حكاية بيتر الأرنب لبياتريكس بوتر (1902)

الكتاب المصور (بالإنجليزية: Picture Book) هو كتاب يجمع بين السرد البصري والكلامي في صيغة مطبوعة، وعادةً ما تكون معظم الكتب المصورة موجهةً إلى الأطفال الصغار. ولكون الحكاية في هذه الكتب تُروى عبر النص بالدرجة الأولى، فهي مختلفة عن قصص الكوميكس المصورة، التي تروي قصصها عن طريق صور متتابعة بشكل أساسي. يشيع رسم الصور التي تحتويها الكتب المصورة باستخدام مجال واسع من المواد والوسائل، مثل الألوان الزيتية أو الأكريلية أو المائية أو أفلام الرصاص، وغيرها الكثير.
يُذكر من بين أقدم الأعمال التي نُشرت بصيغة الكتب المصورة الحديثة كلٌ من بيتر ذو الرأس الأشعث (بالألمانية: Struwwelpeter) لهاينريش هوفمان الصادر في عام 1845، وحكاية بيتر الأرنب لبياتريكس بوتر الصادر في عام 1902. ومن بين أشهر الكتب المصورة: أفسح الطريق للبط الصغير لروبرت مكلوسكي، والقط ذو القبعة للدكتور سوس، وإلى عالم الكائنات البرية لموريس سينداك. وتُمنح كل من ميدالية كالديكوت (منذ عام 1938) وميدالية كيت جريناواي (منذ عام 1955) سنويًا للرسوم في أدب الأطفال. ومنذ منتصف ستينيات القرن العشرين، أضافت العديد من جوائز أدب الأطفال فئةً مخصصة للكتب المصورة إلى قوائمها.

## الجمهور المستهدف
تستهدف الكتب المصورة في الغالب الشريحة العمرية للأطفال الصغار. وفي حين أن اللغة المستخدمة في بعضها قد تكون شديدة البساطة ومصممة خصيصًا لمساعدة الأطفال على تنمية مهارات القراءة لديهم، فإن معظم هذه الكتب تُكتب بمفردات يمكن للطفل أن يفهمها دون أن يتمكن من قراءتها بالضرورة. ولهذا السبب، تميل الكتب المصورة إلى أن يكون لها وظيفتان اثنتان في حياة الأطفال: إذ يقرؤها البالغون للمرة الأولى على مسامع الأطفال الصغار، ثم يقرؤها الأطفال بأنفسهم حالما يبدؤون بتعلم القراءة.
وقد تُنشر بعض الكتب المصورة بمحتوى موجه إلى الأطفال الأكبر سنًا أو البالغين حتى، ويُعد كتاب التبت: من خلال الصندوق الأحمر (بالإنجليزية: Tibet: Through the Red Box) لمؤلفه بيتر سيس أحد الأمثلة على الكتب المصورة التي تستهدف جمهورًا من البالغين.

## الأصناف الفرعية
ثمة عدة أصناف فرعية للكتب المصورة، من بينها: كتب الحروف الأبجدية، وكتب المفاهيم، وكتب الحساب، وكتب القراءة المبكرة (أو تعلم القراءة)، وكتب التقويم، وكتب أغاني الأطفال (أناشيد الحضانة)، وكتب الدمى. وهنالك أيضًا الكتب المصورة المطبوعة على ورق مقوى، وغالبًا ما يكون القصد من إصدارها بهذا الشكل هو أن يستخدمها الأطفال الصغار ويلعبوا بها؛ إذ يُستخدم الورق المقوى في أغلفتها كما في صفحاتها، لأنه أكثر متانة وتحملًا من الورق العادي. وثمة صنف آخر هو الكتب القابلة للتحريك، مثل كتب الصور المنبثقة (بالإنجليزية: pop-up books)، التي تستخدم طريقةً في هندسة الورق تجعل أجزاء من الصفحة تكون قابلةً للفتح والفرد عند الوصول إلى كل صفحة. ويُعد كتاب عجلات الحافلة (بالإنجليزية: The Wheels on the Bus) لبول أو. زيلينسكي أحد الأمثلة على كتب الصور النافرة الأكثر مبيعًا.

## الجوائز
في عام 1938، بدأت جمعية المكتبات الأمريكية بتقديم جائزة ميدالية كالديكوت السنوية لأكثر رسم مميز ضمن كتب الأطفال التي نُشرت خلال العام. وقد أحدِثت ميدالية كالديكوت بمثابة جائزة شقيقة لميدالية نيوبري، التي كانت الجمعية تقدمها عن كتب الأطفال «لأكثر كتاب أطفال أمريكي مميز يُنشر في العام السابق» سنويًا منذ عام 1922. وخلال منتصف أربعينيات القرن العشرين وحتى بداية الخمسينيات، ضمت الأسماء التي كُرمت كلًا من: مارسيا براون، وباربرا كوني، وروجر دوفويسن، وبريتا وإلمر هيدر، وروبرت لوسون، وروبرت مكلوسكي، والدكتور سوس، وموريس سينداك، وإنغري وإدغار بارين دولير، وليو بوليتي، وتاشا تودور، وليونارد ويزغارد.
وقد استحدثت جائزة ميدالية كيت جريناواي في المملكة المتحدة عام 1955 تكريمًا لرسامة كتب الأطفال كيت جريناواي؛ إذ تُمنح الميدالية سنويًا لعمل بارز في رسوم أدب الأطفال، وتُقدم من قِبل المعهد المعتمد للعاملين في مجال المكتبات والمعلومات. ومنذ عام 1965، أضيفت إلى جائزة أدب الشبان الألماني (بالألمانية: Deutscher Jugendliteraturpreis) فئة مخصصة للكتب المصورة. وقد بدأ منح جائزة هانس كريستيان أندرسن -الصادرة عن المجلس الدولي لكتب الشبان- لرسوم الكتب المصورة منذ عام 1966. وتضم جائزة بوسطن غلوب – هورن بوك، التي مُنحت لأول مرة في عام 1967، أيضًا فئة مخصصة للكتب المصورة. وفي عام 2006، بدأت جمعية المكتبات الأمريكية بمنح جائزة جيزيل، التي سُميت تيمنًا بالدكتور سوس، لأكثر الكتب الموجهة إلى القراء المبتدئين تميزًا. وتُمنح هذه الجائزة للكاتب والرسام كليهما معًا، مقابل «الإنجازات الأدبية والفنية التي تساهم في تشجيع الأطفال على القراءة».
وأحدِثت جائزة دولاب الهواء الذهبي للرسامين الشبان (بالإنجليزية: Golden Pinwheel Young Illustrators Award) في الصين عام 2015، وتلقت نحو 1000 مشاركة، من قِبل أكثر من 250 رسامًا من أنحاء العالم.

## وصلات خارجية
- قاعدة بيانات كتب الأطفال المصورة - جامعة ميامي بأوهايو